# هوشنگ شریفها
هوشنگ شریفها سیاست‌مدار ایرانی بود، که در  دوره بیست و سوم  به‌عنوان نماینده بهشهر در مجلس شورای ملی حضور داشت.